# Onthophagus maxwellianus
Onthophagus maxwellianus é uma espécie de inseto do género Onthophagus, família Scarabaeidae, ordem Coleoptera.

## História
Foi descrita cientificamente por Moretto em 2013.